# Maite
Maite (prononcé Maïté) est un prénom féminin d'origine basque. Mais aussi un nom commun qui signifie « bien-aimé », « chéri », « chérie », « amour » ou un adjectif qui signifie « cher », « chère ».
Au Pays basque espagnol, à l'époque où les prénoms en langue basque étaient interdits, les parents enregistraient le nouveau-né avec le prénom « Maria Teresa », et donc, pouvaient appeler leur enfant « Maite ».

## Étymologie
La forme Maite, ainsi que ses variantes Maitena et Maitetxu, sont des prénoms basques qui signifient « aimée », le mot basque maite signifiant « aimer » ou « cher ».
Selon la commission d'onomastique de l'Académie de la langue basque, dans le dictionnaire des prénoms (Euskal Izendegia), plusieurs prénoms féminins ont Maite pour origine étymologique: Maitagarri, Amate, Maitane, Mattane, Maitasuna, Maiteder, Maitele et Maitena,.

## Variantes
On trouve la forme francisée Maïté ou Maïtée. Mais qui ne correspond pas au prénom basque étant donné que l’écriture n’est pas la bonne.   

## Date de fête en France
Les Maïté sont fêtées le 7 juin, comme les Marie-Thérèse.

## Personnes portant ces prénoms
- Pour voir tous les articles concernant les personnes portant ce prénom, consulter les pages commençant par Maïté, Maite, Mayte, Maïtée, Maitena et Maïtena.